# 久村暁台
久村 暁台（くむら きょうたい、1732年10月19日（享保17年9月1日） - 1792年2月12日（寛政4年1月20日））は、俳人。

## 人物
尾張藩士、岸上林右衛門の子として生まれるが、同じく尾張藩士の加藤仲右衛門の養子に出される。本人も尾張藩士であり、江戸の尾張藩邸において右筆部屋総帳方を務めていたが、これを辞して脱藩した。20年ほど各地に遊んだが、明和年間に至って名古屋前津に竜門と称する庵を結んだ。桑名町に住み、俳諧にいそしんだ。
久村という姓は、先祖出生の地である知多半島の地名からとって自称したもので、前述の通り、出生時は岸上、養子になってからは加藤姓が本名である。そのほか、暮雨巷とも号した。この暮雨巷の名を冠した建造物が名古屋市瑞穂区陽明町地内に残るが、これは暁台が結んだ庵を大正年間に至って移築したものである